# クライド・カワン

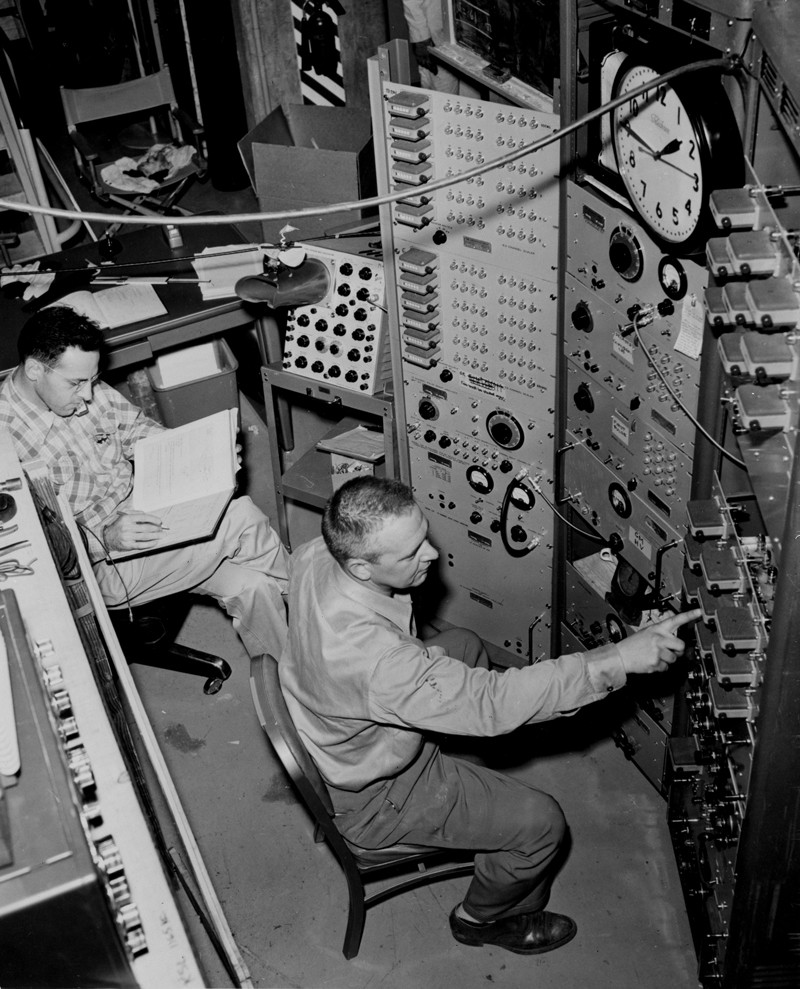
1956年頃、ニュートリノの実験を行うクライド・カワン

クライド・カワン（Clyde Lorrain Cowan Jr、1919年12月6日-1974年5月24日）は、アメリカ合衆国の物理学者である。フレデリック・ライネスとともに1956年にニュートリノを発見したことで知られる。フレデリック・ライネスは、この業績により1995年にノーベル物理学賞を受賞した。
カワンは、ミシガン州デトロイトで4人兄弟の長男として生まれた。家族はミズーリ州セントルイスに転居し、そこでカワンは公立学校に通った。ミズーリ工科大学の前身であるミズーリ鉱冶金学校に在学中の1939年から1940年、彼はミズーリ鉱山新聞の編集長を務めた。1940年に化学工学を修めて卒業した。
カワンは、アメリカ陸軍航空軍の大尉となり、第二次世界大戦ではブロンズスターを授与された。1936年から1940年にかけて、彼は予備役将校訓練課程に在籍し、アメリカ合衆国が第二次世界大戦に参戦した1941年には、少尉としてアメリカ陸軍のChemical Warfare Serviceに加わった。1942年8月には、ロンドンに駐留するEisenhower's Eighth Air Forceに転属になり、1943年には、ガス攻撃の際に用いる清浄化装置を設計、開発した。翌年、彼はマサチューセッツ工科大学のBritish Branch of the Radiation Laboratoryのスタッフとなった。1945年、彼はイギリス空軍との渉外役となり、技術情報や装置の伝達を改善した。1945年にアメリカ合衆国に戻り、オハイオ州デイトンのライト・パターソン空軍基地で働いた。1946年まで現役であった。
GI法に基づく奨学金を受け、彼はセントルイス・ワシントン大学で修士号、そして1949年に博士号を取った。その後、彼はロスアラモス国立研究所で研究を始め、フレデリック・ライネスと出会った。
1951年、ライネスとカワンはニュートリノの研究を始めた。彼らの研究は、1956年まで続いた。
1957年、カワンはジョージ・ワシントン大学の物理学の教授となった。翌年には米国カトリック大学に移籍し、生涯そこで働いた。また、アメリカ原子力委員会、海軍兵学校、アメリカ陸軍、ジェネラル・ダイナミクス・エレクトリック・ボート、スミソニアン博物館等で顧問を務めた。

## 家族
カワンは、1943年1月29日にイギリスでベティ・エレノアと結婚し、1男2女をもうけた。その他、早逝した子供や2人の養子がいる。1974年5月24日にメリーランド州ベセスダで死去し、アーリントン国立墓地に葬られた。
曽祖父は、「近代養蜂の父」と言われたL.L.ラングストロスである。また、カトリック教会の聖人キャサリン・ドレクセルは遠い親戚である。